# Sedloňov
Sedloňov é uma comuna checa localizada na região de Hradec Králové, distrito de Rychnov nad Kněžnou. A comuna tem por volta de 200 habitantes.

## Partes administrativas
A vila chamada Polom é uma das partes administrativas da comuna Sedloňov.